# Mutsu (couraçado)
O Mutsu (陸奥) foi um navio couraçado operado pela Marinha Imperial Japonesa e a segunda e última embarcação da Classe Nagato, depois do Nagato. Sua construção começou em junho de 1918 no Arsenal Naval de Yokosuka e foi lançado ao mar em maio de 1920, sendo comissionado na frota japonesa em outubro do ano seguinte. Era armado com uma bateria principal de oito canhões de 410 milímetros montados em quatro torres de artilharia duplas, possuía um deslocamento de mais de 39 mil toneladas e alcançava uma velocidade máxima de mais de 25 nós.
O Mutsu foi finalizado alguns anos depois do fim da Primeira Guerra Mundial e ajudou a transportar suprimentos para as vítimas do Grande Sismo de Kantō em 1923. Entre as décadas de 1920 e 1930 a embarcação teve uma carreira sem incidentes e alternou períodos de serviço ativo com estadas na reserva, em que atuou como navio de treinamento. Ele passou por enormes modernizações entre 1934 e 1936 que reformularam seu armamento, fortaleceram sua blindagem, aprimoraram seus maquinários internos e reconstruíram sua superestrutura, dentre outras modificações.
O couraçado brevemente participou da Segunda Guerra Sino-Japonesa. O Mutsu não se envolveu em operações nos primeiros anos da Segunda Guerra Mundial, com exceção da Batalha de Midway e da Batalha das Salomão Orientais em 1942. Ele voltou para o Japão no início de 1943 e afundou ancorado próximo de Hashirajima em 8 de junho de 1943 depois da explosão de um de seus depósitos de munição. A investigação oficial conduzida às pressas concluiu que detonação foi obra de um marinheiro descontente. A maior parte de seus destroços foram desmontados.